# Sixten Rönnow
Sixten August Rönnow, född 8 oktober 1899 i Stockholm, död där 25 september 1969, var en svensk författare, bibliotekarie och journalist.
Rönnow avlade studentexamen 1917 och blev filosofie doktor 1929. Han anställdes 1921 som föreståndare för Jernkontorets samlingar av bergshistoriska bilder, sedermera arkivarie och bibliotekarie vid Tekniska museet.
Sixten Rönnow var son till direktören August Rönnow och Hilda Jonzon. Han är begraven på Sandsborgskyrkogården i Stockholm.